# 海潮出版社
海潮出版社，位于北京市海淀区西三环中路19号，是中国人民解放军海军出版机构。

## 简介
海潮出版社成立于1986年，是中国人民解放军海军唯一的综合性出版机构。起初“海潮出版社”和“海军出版社”是同一出版社的两个社牌，后来“海军出版社”社牌约在2006年左右停用。海潮出版社和位于天津的中国航海图书出版社共同构成“中国人民解放军海军出版社”（中国人民解放军海军出版社不是出版单位，只是冠以“出版社”名称的军内单位。海潮出版社、中国航海图书出版社是出版单位）。截至2011年，海潮出版社出版图书6000多种，军事图书占70%以上。
2016年深化国防和军队改革前，海潮出版社由海军政治部主管，海军司令部主办。2016年3月底，中央军委印发《关于军队和武警部队全面停止有偿服务活动的通知》。2016年5月7日，军队和武警部队全面停止有偿服务试点任务部署会议举行，7个大单位、17个具体单位被列为试点单位，新闻出版等重点项目被纳入试点范畴。自2015年起，各军队和武警部队出版社的新书及新项目均停止审批。

## 历任领导
以下列出中国人民解放军海军出版社、海潮出版社、中国航海图书出版社历任领导。

### 中国人民解放军海军出版社
| 社长 - 荣新光（？—？） | 政治委员 - 陈立明（？—？） - 王健（？—？） - 许春明 大校（？—？） |

### 海潮出版社
社长
……
- 邓文方（？—？）[9]
- 周长海（2000年—？）[10]
- 陈立明（2006年初—？，海军出版社政治委员兼）[3]
- 荣新光 大校（？—？，海军出版社社长兼）[1]

### 中国航海图书出版社
社长
……
- 陈立明（？—2006年初）[11][3]
- 王健（2006年—？，海军出版社政治委员兼）[11]
- 刘志浩 大校（？—？）[12]

……

## 报刊
- 《海军杂志》：1950年代初创刊，为月刊。和《人民海军》报号称中国人民解放军海军的“一报一刊”[3]。《海军杂志》是海军唯一的以军事工作为主的综合性刊物。自1979年10月复刊后，到1996年已出满200期，1996年中共中央政治局常委、中央军委副主席刘华清为《海军杂志》题词：“贴近部队，坚持特色，把海军杂志办得更好。”[13]2016年深化国防和军队改革前，《海军杂志》由海军政治部主管，海军司令部主办。海潮出版社社长兼《海军杂志》主编（例如海潮出版社社长陈立明就兼任《海军杂志》主编[3]）。